# Andrena hova
Andrena hova är en biart som beskrevs av Warncke 1975. Andrena hova ingår i släktet sandbin, och familjen grävbin. Inga underarter finns listade i Catalogue of Life.